# Стала атомної маси
Стала атомної маси (рос. постоянная атомной массы, англ. atomic mass constant) — одна дванадцята маси атома 12С в його основному ядерному та електронному стані та дорівнює
mu = 1,660 539 066 60(50) · 10–27 кг
Її величина дорівнює уніфікованій атомній одиниці маси.